# Grażyna Bortnowska
Grażyna Maria Bortnowska – polska profesor nauk rolniczych w zakresie technologii żywności i żywienia, nauczyciel akademicki

## Życiorys
Grażyna Bortnowska jest absolwentką Wydziału Rybactwa Morskiego i Technologii Żywności Akademii Rolniczej w Szczecinie (1981). Bezpośrednio po studiach podjęła pracę na macierzystej uczelni, gdzie przeszła wszystkie szczeble kariery akademickiej, począwszy od stanowiska technologa stażysty do stanowiska profesora. W 1998 z wyróżnieniem obroniła pracę doktorską Rozpuszczalność białek miofibrylarnych tkanki mięśniowej wybranych gatunków ryb poddanej procesowi przemywania, otrzymując stopień doktora nauk rolniczych w zakresie rybactwa. Doktorem habilitowanym została w 2009 w Zachodniopomorskim Uniwersytecie Technologicznym w Szczecinie na podstawie monografii Retencja substancji zapachowych w emulsjach spożywczych typu o/w o różnej zawartości fazy olejowej. W 2021 otrzymała tytuł naukowy profesora nauk rolniczych.

## Praca naukowa
W badaniach naukowych zajmuje się głównie modelowaniem właściwości fizykochemicznych niskotłuszczowych układów spożywczych w celu uzyskania wymaganych technologicznie parametrów termodynamicznych i kinetycznych substancji zapachowych należących do różnych klas związków chemicznych. Wyniki badań, zamieszczone w pracach naukowych, mogą być źródłem wiedzy w zakresie  zastosowania nowoczesnych technologii do wytwarzania heterogenicznych układów spożywczych, w tym wzbogacanych labilnymi fizycznie i chemicznie substancjami bioaktywnymi. Za badania nad profilowaniem ciekłych układów niejednorodnych w kierunku żywności prozdrowotnej została uhonorowana prestiżową nagrodą – Zachodniopomorskim Noblem.
Jest członkiem Rady Dyscypliny Naukowej technologia żywności i żywienia na macierzystym Wydziale. Należy do Polskiego Towarzystwa Technologów Żywności.
Była pełnomocnikiem Dziekana w Terenowym Punkcie Dydaktycznym (2000-2006), kierownikiem Doświadczanej Stacji Badawczej (2001-2019) oraz kierownikiem Katedry Technologii Żywności (2016-2019).
Wypromowała 2 doktorów, recenzowała 4 prace doktorskie, 4 prace habilitacyjne oraz 5 wniosków o tytuł naukowy profesora.

## Wybrane publikacje[11]
- Effects of pH and ionic strength of NaCl on the stability of diacetyl and (-)-alpha-pinene in oil-in-water emulsions formed with food-grade emulsifiers. „Food Chemistry” 2012, 135, 2021-2028
- Multilayer oil-in-water emulsions: formation, characteristics and application as the carriers for lipophilic bioactive food components – a review. „Polish J. Food Nutrition Sci”. 2015, 65, 3, s. 157-166
- Emulsje spożywcze: bioskładniki, reometria rotacyjna i oscylacyjna, innowacyjne technologie. Wyd. Uczelniane Zachodniopomorskiego Uniwersytetu Technologicznego w Szczecinie Szczecin 2017[12]. ISBN 978-83-7663-132-5
- Effects of composition and storage time of biopolymers-based emulsion-filled gels on the retention and release of aroma compounds: Thermodynamic and kinetic studies. „Food Chemistry” 2022, 382, s. 1-10
- Aroma compounds retention and release from protein-polysaccharide-based bilayer emulsion gels: A thermodynamic and kinetic study. ,,Food Hydrocolloids” 2024, 150, 109648

## Odznaczenia i nagrody
- Srebrny Krzyż Zasługi (2002)[3]
- Medal Zasłużony dla Akademii Rolniczej w Szczecinie (2004)[4]
- Medal Komisji Edukacji Narodowej (2014)[3]
- Brązowy Medal ,,Zasłużony dla Nauki Polskiej Sapientia et Veritas” (2023)[13]
- kilkanaście nagród JM Rektora za indywidualne osiągnięcia naukowe[4]
- Zachodniopomorski Nobel (2014) za badania nad żywnością prozdrowotną[14][8]